# Robert Antelme
Robert Antelme (Sartène, 5 de enero de 1917-París, 26 de octubre de 1990) fue un escritor y miembro de la resistencia francesa.
Deportado a los campos de Buchenwald y de Dachau, es especialmente conocido por ser el autor del libro sobre su experiencia en esos campos de concentración, titulado La especie humana (L'Espèce humaine).

## Biografía
En 1939 se casó con Marguerite Duras, que entonces trabajaba para una editorial. Su primer hijo, un niño, murió al nacer en 1942. Ese mismo año Marguerite Duras conoció a Dionys Mascolo, que se convertiría en su amante.

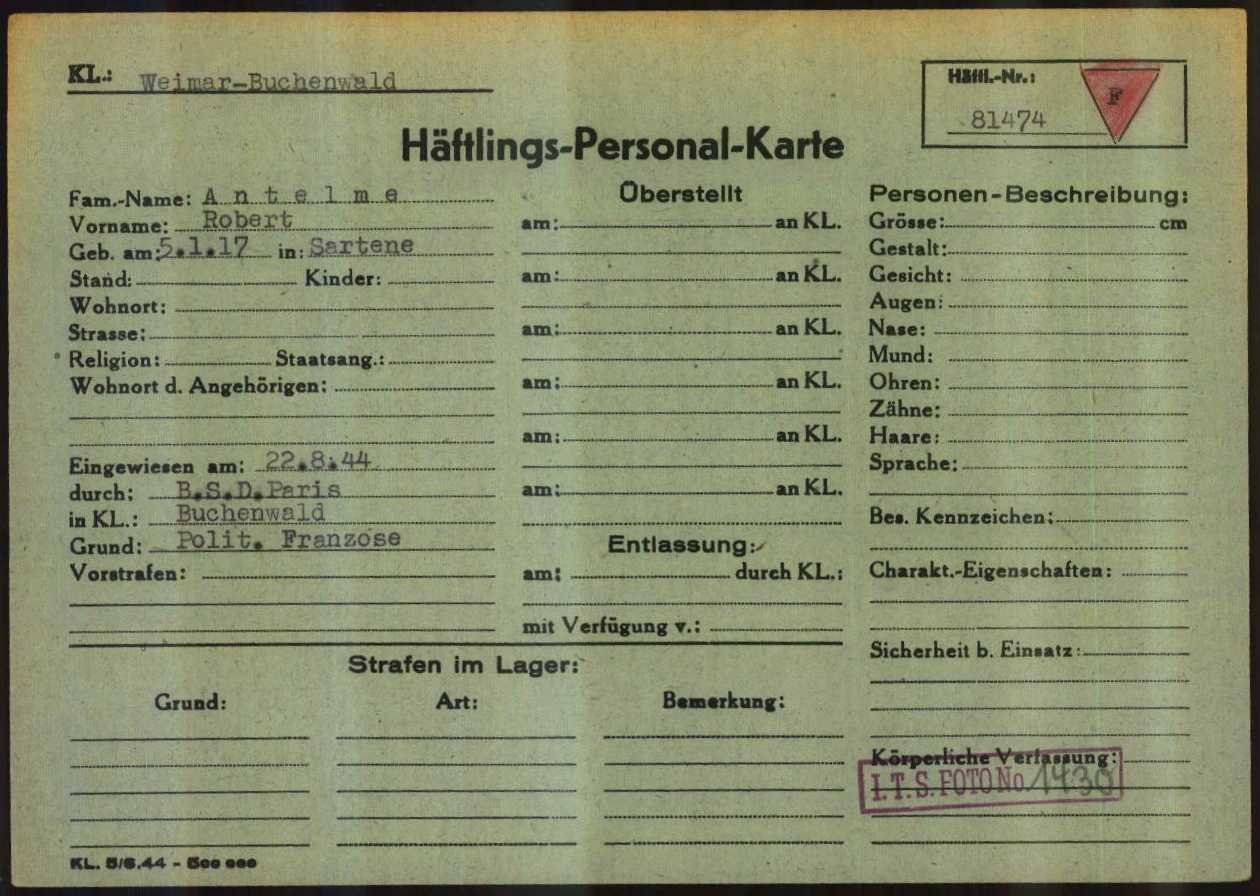
Formulario de registro de Robert Antelme como prisionero en el campo de concentración nazi de Buchenwald

Durante la Ocupación, Marguerite Duras y Robert Antelme fueron miembros de la Resistencia. Su grupo cayó en una emboscada, y aunque Marguerite Duras consiguió escapar ayudada por Jacques Morland (nombre de guerra de François Mitterrand), Robert Antelme fue arrestado y enviado a un campo el 1 de junio de 1944. Tras pasar por Buchenwald, fue destinado a Gandersheim, a un pequeño commando dependiente de Buchenwald situado en una antigua iglesia sin utilizar, en las proximidades de una fábrica.
Al final de la guerra, François Mitterrand encontró a Robert Antelme en el campo de Dachau, agotado y debilitado por meses de cautiverio en las condiciones más duras (padecía tifus), y organizó su regreso a París. Marguerite Duras relató su regreso en su libro La Douleur.
Robert Antelme publicó sobre los campos un libro de  gran alcance, L'Espèce humaine, en 1947. El libro, no obstante, fue poco leído y casi olvidado. Está dedicado a Marie Louise, su hermana muerta durante su deportación. En él muestra cómo hubo deportados que conservaron su conciencia ante las “peores crueldades humanas”. Los hombres que describe, reducidos al estado de “comedores de peladuras”, viven en la necesidad obsesiva y también de la conciencia de vivir.
Robert Antelme fundó, en 1945, con Marguerite Duras, una editorial, “La cité universelle”. La pareja se divorció en 1946, aunque siguieron trabajando juntos, como en 1959, cuando a petición de Raymond Rouleau, adaptaron Les Papiers d'Aspern, pieza de Michael Redgrave, a partir de una novela de Henry James. Después de la guerra, continuó con un trabajo discreto en los medios literarios, colaboró con la revista Les Temps modernes y militó en el  Partido comunista francés, que abandonó en 1956, tras la represión por las tropas del pacto de Varsovia de la insurrección de Budapest. Durante la  guerra de Argelia, Robert Antelme firmó el Manifiesto de los 121.
Inmovilizado desde 1983 por un accidente cerebrovascular, falleció el 26 de octubre de 1990.

## Obras
- Vengeance ?, Les Vivants, Cahiers publiés par des prisonniers et déportés, 1946; Farrago, 2005; Herman, 2010.
- L'Espèce humaine, Gallimard, 1947, 1957, 1999 (versión en español en Arena Libros y Círculo de Lectores a cargo de Trinidad Richelet).